# Eugène Callewaert

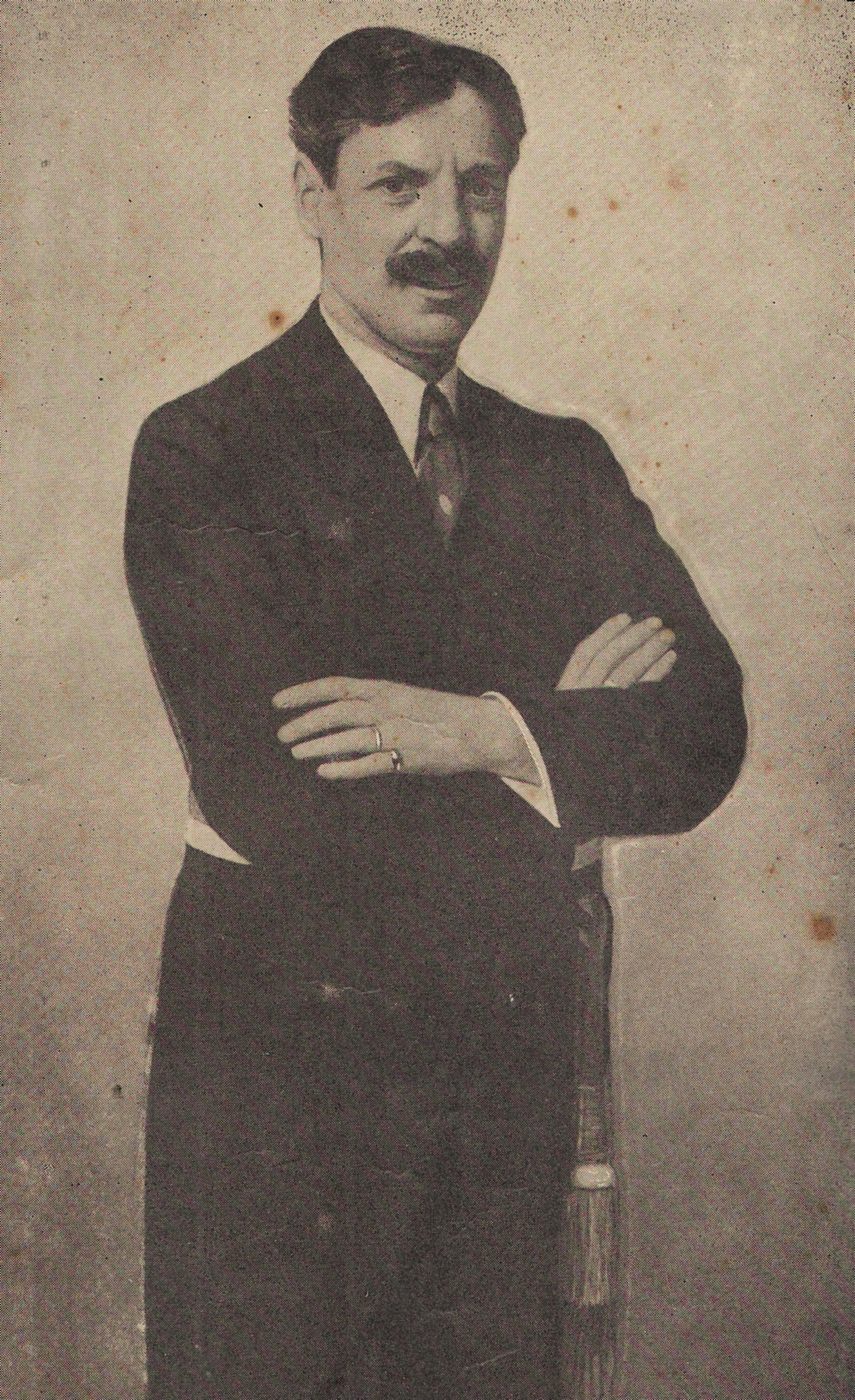
Eugène Callewaert

Eugène Callewaert, auch Eugeen Callewaert (* 1892 in Lichtervelde; † 15. Juni 1944 in Wolfenbüttel), war ein belgischer Akkordeonbauer und Politiker. Er war Bürgermeister von Lichtervelde.

## Werdegang
Eugeen Callewaert baute die Akkordeonfabrik seines Vaters nach dem Ersten Weltkrieg wieder auf und leitete sie bis 1944. Sein Vater, Felix Callewaert (* 1862 in Zwevezele), heiratete Emma Boone und gründete eine Akkordeonfabrik in Zwevezele. Um 1890 ließ er sich in Lichtervelde an der Ecke Statiestraat/Beverenstraat nieder. Der Eisenbahnverkehr war für seine Akkordeons wirtschaftlich interessant. Das Lichterveld-Akkordeon, auch Callewaert genannt, wurde in der Musikwelt berühmt.
Viele Menschen kennen die Gemeinde Lichtervelde dank des Callewaert-Akkordeons, das auch Lichterveldschen genannt wird. Ein Exemplar ist im Musikinstrumentenmuseum in Brüssel zu sehen.
Während des Ersten Weltkriegs wurde die Akkordeonfabrik zerstört, die Familie verlor einen Sohn an der Front und Mutter Emma Boone starb bei einem Bombenangriff. Der Rest der Familie floh nach Kuringen in Limburg, wo Vater Felix Callewaert 1918 starb.

## Zwischenkriegszeit und Zweiter Weltkrieg
In der Zwischenkriegszeit engagierte sich Eugeen Callewaert in der Kommunalpolitik und kandidierte für die Bürgergilde. Sein Abstimmungsverhalten war so gut, dass er 1933 zum Stadtrat ernannt wurde. Er wurde Schöffe, nachdem Schöffe Depuydt erkrankt war und am 25. September zurücktrat. Als Bürgermeister Emiel Vermeesch-Dochy im Jahr 1937 starb, wurde Callewaert gegen seinen Willen zu dessen Nachfolger ernannt. Im Jahr 1938 bestätigten ihn die Wähler in diesem Amt.
Als der Zweite Weltkrieg ausbrach, blieb Callewaert mit seinen Schöffen im Amt. Im Laufe des Krieges wurde einer nach dem anderen von den deutschen Besatzern durch ein lokales Mitglied des VNV ersetzt. Im Jahr 1942 wurde Callewaert durch Maurice Goddeeris ersetzt. Während des Zweiten Weltkriegs war Callewaert Mitglied des Widerstands. Dies wurde entdeckt, er wurde verhaftet und abgesetzt.  Am 18. und 19. September 1942 verhaftete die deutsche Polizei 40 Personen aus Lichtervelden. Über das Konzentrationslager Esterwegen landete Callewaert 1944 zusammen mit zwölf anderen Lichterveldenern in Wolfenbüttel. Am 15. Juni 1944 wurde er zusammen mit den Lichterveldenern hingerichtet:
- Stadtrat Debaeke
- Omer Vermandele
- Gabriel Dewaele
- Georges Baert
- Gerard Tanghe
- Albert Craeynest
- Gaston Maertens
- Theophile Colpaert
- André Denolf
- Jules Hoorne
- Odiel Moyaert
- Hilaire Demeyer
- Marcel Vanderhaeghen aus Roeselare und
- zwei Widerstandskämpfer aus Torhout.

Am 15. Juni 1944 schrieben die dreizehn Häftlinge ihre Abschiedsbriefe, die deren Familien nie erreichten. Nach der Befreiung Wolfenbüttels durch die Amerikaner verschwanden die Briefe im Potsdamer Staatsarchiv. Nach dem Fall der Berliner Mauer spürte G. De Graeve (der wahrscheinlich unter einem Pseudonym veröffentlichte und mit der Universität Gent verbunden war) sie auf. Er schrieb darüber 1991 eine umfangreiche Studie mit dem Titel „Terminus Wolfenbüttel“. Von De Graeve ist nichts bekannt, weder als Einwohner der Gemeinde Waarschoot, als der er sich ausgab, noch als Mitglied der Universität Gent.
Für drei Jahre waren die Lichterveldener auf dem katholischen Friedhof in Wolfenbüttel beigesetzt. Am 7. August 1947 wurden sie exhumiert und nach ihrer Rückführung fand am 24. August in Lichtervelde eine Heldenehrung statt.
Eugeen Callewaert ist nicht in der Familiengruft begraben, sondern in der Gruft der Hingerichteten am Ende des Mittelgangs der Kirche.